# سوزان تشارلز رانكين
سوزان تشارلز رانكين (بالإنجليزية: Susan Charles Rankin)‏ هي ناشِطة أسترالية، ولدت في 1957.